# Doug Gjertsen
Doug Gjertsen (n. 31 iulie 1967, Phillipsburg⁠(d), New Jersey, SUA) este un înotător american, medaliat olimpic. A participat la 2 ediții ale Jocurilor Olimpice (1988, 1992) în care a câștigat două medalii de aur și două medalii de bronz.